# Francisque Allombert
Pour les articles homonymes, voir Allombert.
Francisque Célestin Ajax Allombert, né le 11 mars 1860 à Cerdon (Ain) et mort le 17 octobre 1903 à Bourg-en-Bresse (Ain), est un homme politique français.

## Biographie
Diplômé en droit, Francisque Allombert est un temps journaliste à Paris, dans les journaux radicaux. Il revient dans l'Ain en 1893 et fonde Le Courrier de l'Ain. Il est député de l'Ain de 1898 à 1902, inscrit au groupe de la Gauche démocratique. Antisémite, il sera un farouche antidreyfusard.

## Œuvres
- L'Amant de sa femme, J. Lévy, Paris, 1886

- Sous l’épreuve, roman, 1902, Flammarion

## Distinction
- 1903 :  Chevalier de la Légion d'honneur

### Sources
- « Francisque Allombert », dans le Dictionnaire des parlementaires français (1889-1940), sous la direction de Jean Jolly, PUF, 1960 [détail de l’édition]
- « Francisque Allombert », sur si-cerdon.fr